# Mixosaurus
 Mixosaurus  („vermischte Echse“) ist ein Vertreter der ausgestorbenen Ichthyosaurier aus dem Mittleren Trias. Er wurde 1887 durch George H. Baur beschrieben. Fossilien von Mixosaurus wurden fast weltweit gefunden. Mehrere hundert Exemplare wurden am Monte San Giorgio im Tessin ausgegraben, darunter ein trächtiges Weibchen, der erste Nachweis auf die Viviparie der Ichthyosaurier.
Mixosaurus war eine Übergangsform zwischen primitiven Ichthyosauriern mit aalartig gestrecktem Körper wie Cymbospondylus und den moderneren Formen, die eine Gestalt ähnlich der heutigen Delfine hatten. Auf diesen Übergangscharakter bezieht sich auch der Name der Gattung.
Mixosaurus wurde ungefähr einen Meter lang. Sein Schwanz war langgestreckt, die Wirbelsäule knickt nicht nach unten ab um eine halbmondförmige Schwanzflosse zu stützen, wie bei späteren jurassischen Ichthyosauriern. Möglicherweise trug der Schwanz aber einen Flossensaum auf seiner Oberseite. Die Gliedmaßen hatten noch fünf Zehen waren aber schon deutlich zu Flossen umgewandelt. Die Brustflossen waren länger als die Bauchflossen. Die vorderen Zähne waren spitz und scharf, die Backenzähne stumpf. Die großen Augen waren von kleinen Knochenplatten umhüllt.

## Arten
- M. atavus
- M. kuhnschnyderi
- M. cornalianus